# الطرفاية (الجيزة)
قرية الطرفاية هي إحدى القرى التابعة لمركز البدرشين في محافظة الجيزة في جمهورية مصر العربية. حسب إحصاءات سنة 2006، بلغ إجمالي السكان في الطرفاية 15400 نسمة، منهم 7796 رجل و7604 امرأة.